# 自動車電装
自動車電装（じどうしゃでんそう）とは、自動車に搭載されている電気系統部品や装備のことを示す。自動車を制御するためのエンジン周りのスパークプラグ類から、車内環境を快適にするためのカーエアコン・カーナビゲーション・カーオーディオ類まで、様々な種類がある。
自動車電装系の部品の修理や、メンテナンスを行う業種は、自動車電装業と呼ばれる。